# مارك كيلي
مارك إدوارد كيلي (بالإنجليزية: Mark Kelly)‏ (وُلد في 21 فبراير عام 1964) هو ضابط، ورائد فضاء، وطيار اختبار من الولايات المتحدة الأمريكية . ولد في أورانج سيتي، نيوجيرسي. مارك هو الأخ التوأم لرائد الفضاء سكوت كيلي وهم الأشقاء الوحيدين الذي سافرا إلى الفضاء حتى 2017. شارك مارك وأخوه سكوت في تجربة أجرتها ناسا لدراسة التغيرات الفيسيولوجية على جسد الإنسان في الفضاء، فزار أخوه محطة الفضاء الدولية لمدة عام بينما بقي مارك على الأرض وتمت دراسة التغيرات التي طرأت على جسد سكوت مقارنة بجسد مارك. كيلي هو زوج مندوبة الولايات المتحدة الأمريكية السابقة غابرييل جيفوردز.
يُعد كيلي طيارًا بحريًا، قام بمهام قتالية في حرب الخليج. اختير ليصبح طيار مكوك ناسا الفضائي في عام 1996، وخاض رحلته الأولى في عام 2001 بمثابة طيار على متن رحلة إس تي إس-108. قاد رحلة إس تي إس-121 عام 2006، وترأّس رحلتي إس تي إس-124 في عام 2008 وإس تي إس-134 في عام 2011. شكّلت الرحلة إس تي إس-134 مهمته الأخيرة والمهمة الأخيرة أيضًا بالنسبة لمكوك الفضاء إنديفور.
أُطلقت النار على زوجته في محاولة لاغتيالها في توسان في ولاية أريزونا الأمريكية، في 8 يناير من عام 2011، ما أدى إلى إصابة دماغها إصابة خطيرة. بعد هذا الحدث، سُلّطت الأضواء الإعلامية على كيلي وزوجته. أدى إطلاق النار على زوجته إلى محادثة وطنية على نطاق واسع ابتداء من الواجبات المترتبة على الزوج انتهاء بالحديث المتحضّر المُلائم.
لمارك كيلي توأم مشابه هو سكوت كيلي وهو أيضًا رائد فضاء. الأخوان كيلي هما الأخوان الوحيدان المعروفان اللذان سافرا إلى الفضاء. في عام 2015، بدأ سكوت كيلي مهمة  في الفضاء على متن محطة الفضاء الدولية. عاد إلى الأرض في 1 مارس من عام 2016، بعد أن قضى 340 يومًا في الفضاء. خلال وبعد مهمة سكوت التي استمرت لمدة عام، دُرس الأخوان من أجل إيجاد الاختلافات الفيزيائية التي سببها العيش في الفضاء مقابل العيش على الأرض.
في 12 فبراير من عام 2019، أطلق كيلي حملته في انتخابات مجلس الشيوخ الأمريكي في أريزونا لعام 2020. وشارك بصفته ديموقراطيًا. تنافس على المقعد في مجلس الشيوخ الذي تشغله ماركا مكسالي العضو في الحزب الجمهوري.

## النشأة وتعليمه
مارك إدوار كيلي ابن ريتشارد وباتريسيا (ني ماكافوي) كيلي، هما ضابطا شرطة متقاعدان. كيلي من أصل إيرلندي. وُلد في 21 فبراير من عام 1946 في مدينة أورانج في نيوجيرسي. وترعرع في ويست أورانج. أنهى كيلي دراسته الثانوية في ثانوية ماونتن في عام 1982. حاز على بكالوريوس العلوم في الهندسة البحرية والعلوم البحرية من أكاديمية ميرشانت مارين الأمريكية، وتخرج حاصلًا على مرتبة الشرف العليا في عام 1986. حصل على درجة ماجستير العلوم في هندسة الطيران والفضاء الجوي من كلية الدراسات البحرية الأمريكية العليا.

## مهنته البحرية
في ديسمبر عام 1987، أصبح كيلي طيارًا بحريًا وتلقى تدريبه الأولي على طائرة الهجوم إيه -6 إنترودر. عُيّن لاحقًا في السرب الهجومي 115 (في إيه – 115) في أتسوغي في اليابان، وقام بعملتي نشر للقوات العسكرية في الخليج الباريسي من على متن حاملة الطائرات يو إس إس ميدواي، مرسلًا 39 مهمة قتالية محلقة في عملية عاصفة الصحراء. بعد حصوله على درجة الماجستير، التحق بالمدرسة البحرية الأمريكية لتجريب الطيارين من يونيو عام 1993 حتى يونيو عام 1994. وسجّل لنفسه أكثر من 5000 ساعة في أكثر من 50  طائرة مختلفة ولديه أكثر من 375 هبوط ناجح على حاملات الطائرات.
وحصل على هذه الجوائز: ميداليتي خدمة دفاعية متفوقة، وسام الاستحقاق الأمريكي، ميداليتي اعتراض طيران متميز، وأربع ميداليات جوية ‹‹كومبات في›› (اثنتان فرديتان واثنتان رحلات رمي)، ميداليتي إشادة بحرية (واحدة منهما كومبات في)، (كومبات في: حرف ‹‹v›› كبير من المعدن يوضع على بعض الأوسمة التي تمنحها القوات المسلحة في الولايات المتحدة الأمريكية يعطي طابع البطولة أو الشجاعة للميدالية)، ميدالية الإنجاز البحري، وميداليتين للخدمة في جنوب غرب آسيا، وميدالية استكشاف بحري، ووسام نشر القوات البحرية وميدالية ناسا للخدمة المتميزة، ووسام الخدمة ما وراء البحار.
في 21 يونيو من عام 2011، أعلن كيلي اعتزاله من البحرية الأمريكية وناسا اعتبارًا من 1 أكتوبر في عام 2011. أعلن اعتزاله على صفحته على الفيسبوك إذ كتب: ‹‹لا تستطيع الكلمات التعبير عن امتناني العميق للفرص التي أُتيحت لي من أجل خدمة أمتنا العظيمة، منذ يوم دخولي إلى أكاديمية ميرشانت مارين في صيف عام 1982 وحتى اللحظة التي هبطت فيها على متن المكوك الفضائي إنديفور منذ ثلاثة أسابيع، كان من الشرف لي أن أسمى بصورة المثل الأعلى الذي حددته الولايات المتحدة الأمريكية››.

## مهنته في ناسا
اختير مارك كيلي وشقيقه سكوت كيلي ليكونا طيارين في مكوك ناسا الفضائي في عام 1996. انضما إلى فيلق ناسا الفضائي في أغسطس من عام 1996. سجّل مارك كيلي أكثر من 54 يومًا في الفضاء.

ناقش كيلي خلال رحلته في عام 2006 على متن المكوك الفضائي ديسكفري -وهي المهمة الثانية بعد تحطم مكوك الفضاء كولومبيا- مخاطر التحليق على متن مكوك فضائي: 
‹‹مكوك الفضاء هو آلة معقدة جدًا. تملك العديد من الأجزاء المتحركة، تتحرك وتعمل إلى حد كبير كل ما قمنا بهندسته. الرحلة الفضائية محفوفة بالمخاطر، قللنا بعض المخاطر فيما يتعلق بخزان الوقود. غيرنا التصميم قليلًا وقمنا بخطوات كبيرة في محاولة الحصول على رغوة لا تسيل من الخزان أبدًا. هناك مخاطرة متناقصة على متن مكوك فضائي، وأعتقد بشكل عام أنّ المخاطرة ربما تكون أقل بقليل. هذا عمل محفوف بالمخاطر، لكن مكافأته كبيرة. يعتقد كل شخص على متن ديسكفري ومحطة الفضاء الدولية أنّ هذا العمل جدير بالاهتمام››.

### تجربته في الرحلات الفضائية

#### إس تي إس -108
كانت رحلة كيلي الأولى إلى الفضاء بمثابة طيار هي إس تي إس -108. بعد أن تأجلت لعدة مرات، انطلق المكوك الفضائي إنديفور في 5 ديسمبر من عام 2001، وكانت هذه المهمة الأخيرة لهذا المكوك.
زار إنديفور في الرحلة إس تي إس -108 محطة الفضاء الدولية، إذ نقل أكثر من ثلاثة أطنان من المعدات والإمدادات بالإضافة إلى طاقم جديد إلى الموقع المداري.  فُتحت البوابات بين إنديفور ومختبر محطة الفضاء الدولية ديستني في 7 ديسمبر، بالتالي تمكّن10  أعضاء من الطاقم بإلقاء التحية على بعضهم. أنهى طاقم إكسبيديشن 3 رسميًا إقامتهم التي امتدت 117 يومًا على متن محطة الفضاء الدولية في 8 ديسمبر حيث نُقلت بطانة المقاعد الخاصة بمركبة سويوز إلى إنديفور من أجل رحلة العودة إلى الوطن. يمثّل نقل بطانات المقاعد الخاصة بـ إكسبيديشن 4 الموجودة في محطة الفضاء الدولية إلى مركبة العودة سويوز التبادل الرسمي للطواقم.
استخدم كيلي برفقة المتخصصة بالمهمات ليندا غودوين ذراعًا آلية خاصة بالمكوك لرفع الوحدة اللوجستية متعددة الأغراض رافايلو من مخزن حمولة المكوك وربطها بمرساة عقدة الوحدة في المحطة. بدأ الطاقم بتفريغ الحمولات في نفس اليوم. مدد مديرو المهمة رحلة إنديفور 12 يومًا للسماح للطاقم بالمساعدة بمهام الصيانة الأساسية على المحطة، بما في ذلك العمل على الدوّاسات واستبدال المكبس المعطل في أحد المكيفات الهوائية في وحدة الخدمة زفيزدا. حدثت مراسم تغيير القيادة في 13 ديسمبر مع انتهاء البعثة الثالثة وبدء البعثة الرابعة. عادت إس تي إس-108 إلى الأرض بطاقم المحطة الفضاء الدولية السابق المكون من ثلاثة رجال. سافر كيلي أكثر من 4.8 مليون ميل ودار حول الأرض 186 مرة خلال 11 يومًا و19 ساعة.

## جوائز
حصل على جوائز منها:
- جائزة الشجاعة طيران
- NASA Exceptional Service Medal
- وسام الجو
- وسام "العمل الشجاع في الحرب الوطنية العظمى 1941-1945
- وسام الاستحقاق.

## روابط خارجية
- مارك كيلي على موقع IMDb (الإنجليزية)
- مارك كيلي على موقع ميتاكريتيك (الإنجليزية)
- مارك كيلي على موقع الموسوعة البريطانية (الإنجليزية)
- مارك كيلي على موقع روتن توميتوز (الإنجليزية)
- مارك كيلي على موقع رولينغ ستون (الإنجليزية)
- مارك كيلي على موقع قاعدة بيانات الفيلم (الإنجليزية)
- مارك كيلي على موقع ليتربوكسد (الإنجليزية)